# G17プラス
G17プラス（セルビア語:Г17 плус、各国語で G17 Plus または G17+ と表記される）は、かつて存在したセルビアの中道右派政党。
1997年、当時のセルビア社会党のスロボダン・ミロシェヴィッチ社会主義政権に対し、自由市場を求める17名のエコノミストによる非政府組織として結成され、ミロシェヴィッチ追放（ブルドーザー革命）後の2002年に政党化した。
ユーゴ連邦大統領からセルビアの首相に回ったヴォイスラヴ・コシュトニツァ政権下ではセルビア民主党やセルビア再生運動など中道から保守の各党で組んでコシュトニツァ政権を支えていた。しかし2008年の国民議会では方針を転換、中道左右両派の軸を超えた親欧米派として結集し、中道左派・社会民主主義の民主党やセルビア再生運動、地域政党などと政党連合「ヨーロッパ・セルビアのために」を組んで議席をさらに伸ばし、連合全体で議会第1勢力を確保した。選挙後、セルビア社会党などと相対的には中道左派的な連立政権を樹立した。
欧州人民党に加盟し、また保守政党の国際組織である国際民主同盟にもオブザーバー加盟していた。
2010年に地方分権、地方の発展を掲げる他党と政党連合「統一セルビア地域」 (URS) を結成。2013年の同連合の政党化にともない解党し、合流した。